# Bitwa na Marston Moor
Bitwa na Marston Moor – starcie zbrojne, które miało miejsce 2 lipca 1644 podczas angielskiej wojny domowej. Była to największa bitwa całej wojny i jedna z decydujących dla jej rezultatów. Zwycięstwo odniosły wojska parlamentu, co spowodowało, że północna Anglia przeszła pod pełną kontrolę zwycięzców.

## Kampania
Na początku 1644 angielska wojna domowa rozszerzała się, gdy szkocka armia pod wodzą hrabiego Leven najechała północną Anglię, będąc po stronie Parlamentu. Armia rojalistów pod wodzą markiza Newcastle przekroczyła granicę kraju, jednak musiała szybko wycofać się do Yorku, gdyż miasto to zostało zagrożone przez armię parlamentu dowodzoną przez lorda Fairfaxa i jego syna Thomasa Fairfaxa.
Leven i Fairfax rozpoczęli oblężenie Yorku 22 kwietnia. Kawaleria Newcastle’a pod wodzą lorda Goringa uszła z oblężonego miasta i udała się do Lancashire.
3 czerwca do oblegających dołączyła inna armia parlamentu dowodzona przez hrabiego Manchesteru, i działania oblężnicze zaczęły się na całego. Za wspólną zgodą wodzem wszystkich trzech połączonych armii został doświadczony hrabia Leven.
Dopiero 16 maja książę Rupert, siostrzeniec króla Karola I, ruszył na północ spod Shrewsbury mając na celu uwolnienie Yorku od oblężenia.
Dotąd zajęty był zaciąganiem świeżych rekrutów, ściąganiem posiłków (włączając kawalerię Goringa) i przywracaniem majątków rojalistów w Lancashire. 14 czerwca Karol I listownie rozkazał mu uwolnienie Yorku, a następnie powrót na południe dla połączenia z oddziałami króla. Rozkazy te były pisane w pośpiechu, gdyż król również był bardzo naciskany przez armie parlamentu, więc list zawierał pewną liczbę niejasnych sformułowań.

### „Marsz na York”
Rupert maszerował przez Góry Pennińskie z armią liczącą 6 tys. jazdy i 8 tys. piechoty. Dnia 30 czerwca dotarł do Knaresborough, dzień marszu na północny zachód od Yorku. Sprzymierzeni mieli nadzieję na posiłki ze środkowej Anglii dowodzone przez Johna Meldruma i hrabiego Denbigh, jednak wkrótce dotarła do nich wieść, że te wojska nie zdążą na czas. Dlatego porzucili oblężenie i skoncentrowali swe siły na Marston Moor, na skrzydle spodziewanego kierunku marszu armii Ruperta na York (wzdłuż Ermine Street – starej rzymskiej drogi wiodącej z Londynu przez Lincoln do Yorku). Jednak Rupert maszerował przez Boroughbridge i Thornton Bridge, co sprawiło, że między nim a armią sprzymierzonych znalazła się rzeka Ouse. Później 1 lipca jego wojska pobiły dragonów Manchestera, zostawionego dla strzeżenia mostu pontonowego przez rzekę Ouse k. wioski Poppleton (kilka mil na północ od Yorku). Tymczasem Goring skomunikował się z garnizonem Yorku i wszedł do miasta przez XIV-wieczną bramę Bootham Bar.

## Przygotowania do bitwy
Po uwolnieniu Yorku było niemal pewne, że Szkoci, Machester oraz Fairfax wycofają się i rozdzielą swe siły, jednak Rupert nalegał, że jego rozkazy od króla (których Newcastle nie widział na oczy) nakazywały mu pobicie wroga w polu. Dnia 2 lipca armie sprzymierzonych właśnie wyruszały z Marston Moor, gdy ich tylne straże dały znać, że rojaliści przeprawiają się przez zdobyty most pontonowy i posuwają się w kierunku Marston Moor. Wojska sprzymierzonych zaczęły pośpiesznie szykować się do obrony, jednak Rupert nie zaatakował natychmiast. Rozkazał, by Newcastle dołączył do niego z częścią garnizonu z Yorku, lecz wojska te opierały się z powodu niezapłaconego żołdu, w wyniku czego z powodu długich negocjacji przybyły późno.
Gdy obie armie spotkały się późnym popołudniem, uszykowały się do bitwy następująco:

### Szkoci i parlamentarzyści
Parlamentarzyści zajęli Marston Hill, niewielką wyniosłość w dolinie Yorku, położoną między wsiami Long Marston i Tockwith. Korzystna była dla nich sama względna wysokość tego stanowiska, choć pola rozciągające się pomiędzy wsiami utrudniały rozmieszczenie szyku.
Ich lewe skrzydło pod wodzą Olivera Cromwella składało się z 3 tys. jeźdźców ze Związku Wschodniego (Eastern Association), włącznie z własnym regimentem Cromwella (tzw. Ironsides) oraz 600 oddzielnymi muszkieterami. Na tyłach Cromwella stanęło 1 tys. lekkiej jazdy szkockiej pod wodzą Davida Leslie, a na skraju lewego skrzydła – 500 szkockich dragonów.
Centrum (pod komendą kilku generałów, bez głównego wodza) składało się z 14 tys. piechoty i 30 do 40 dział. Różne regimenty stanęły tak jak przybyły, kompletnie pomieszane, lecz większość piechoty Manchestera pod wodzą generała (Sergeant Major General) Crawforda znalazła się na lewo od frontowej linii, podczas gdy większość piechoty Lorda Fairfaxa w stanęła w centrum. Szkockie brygady obsadziły prawą część linii frontowej (pod wodzą generała (Lieutenant General) Baillie’a, a także linie drugiego i trzeciego rzutu pod wodzą generała (Sergeant Major General) Lumsdena).
Prawe skrzydło dowodzone przez Thomasa Fairfaxa liczyło 2 tys. jazdy z Yorkshire i Lancashire, 600 muszkieterów oraz 1000 jazdy szkockiej na tyłach. Łącznie całość wojska liczyła 21 500 żołnierzy, w tym 14 tys. piechoty, 500 dragonii, 7 tys. jazdy i 30–40 dział.

### Wojska rojalistów
Rojaliści zajęli pozycje na nisko leżącym wrzosowisku, za kanałem odpływowym. Gdy kontyngent z Yorku przybył z opóźnieniem, rozkazy Ruperta zostały skrytykowanie przez Lord Eythina, jednego z bardziej doświadczonych oficerów Newcastle’a, który twierdził, że rojaliści uszykowali się zbyt blisko linii nieprzyjacielskich. Jednak Eythin mówił także, że jest już za późno na atak lub zmianę szyków, więc armia rojalistów nie cofnęła się.
Ich lewe skrzydło składało się z 2 100 jeźdźców, głównie z „Northern Horse”, oraz 500 muszkieterów pod Goringiem. Centrum nominalnie podlegało Eythinowi, pomimo tego, że większość wojsk przyprowadził generał (Sergeant-Major General) Henry Tillier. Linię kanału obsadzili muszkieterzy z oddziału tzw. straceńców (forlorn hope). Jednostki piechoty armii Ruperta w sile 7 tys. żołnierzy, zostały uszykowane w pierwszej linii. W drugiej linii stanęło 3 tys. żołnierzy piechoty z armii Newcastle’a wraz z brygadą „Northern Horse” liczącą 600 żołnierzy pod Williamem Blakistonem. W centrum ustawiono także artylerię złożoną z 14 dział.
Prawe skrzydło dowodzone przez Lorda Byrona, liczyło 2,6 tys. jazdy i 500 muszkieterów. Rupert dowodził odwodami złożonymi z 600 jazdy, wliczając w to jego elitarną gwardię (Lifeguard of Horse). Łącznie armia rojalistów liczyła 17 tys. żołnierzy, w tym 6 tys. jazdy i 14 dział.

## Bitwa

### Faza początkowa
Chociaż podczas popołudnia dochodziło już do krótkich wymian ognia artyleryjskiego i potyczek pomiędzy wysuniętymi placówkami obu armii, Rupert sądził, że wciąż ma inicjatywę i że bitwa zacznie się dopiero następnego dnia. Jednak około 19:30 Leven nagle zaatakował pod osłoną gwałtownego deszczu, całkowicie zaskakując wojska rojalistów.
Na lewym skrzydle sprzymierzonych powoli postępujący Cromwell, wspierany przez Lawrence’a Crawforda, zdruzgotał skrzydło Byrona. Byron spróbował kontratakować szarżą jazdy, tratując w ten sposób własne wojska i nie pozwalając własnym muszkieterom otworzyć ognia, co Rupert później uznał za jedną z przyczyn porażki. W centrum większa część linii sprzymierzonych złożona z piechoty ruszyła przez kanał odpływowy. Na prawym skrzydle Thomasowi Fairfaxowi wiodło się znacznie gorzej. Jego kawaleria została pomieszana zarówno przez kanał, jak i ogień muszkietów Rojalistów. Gdy Goring ruszył do kontrnatarcia, żołnierze Fairfaxa zostali odrzuceni.
Większość wojsk Goringa ruszyła na rabunek do taborów wojsk sprzymierzonych, jednak część pod wodzą Lucasa zwróciła się, by zaatakować prawe skrzydło piechoty sprzymierzonych. W tym samym czasie, część piechoty Newcastle’a i brygada konna Blakistona ruszyli do kontrataku i uderzyli na nich od frontu. Wściekłe ataki oraz zapadający zmrok spowodowały wielkie zamieszanie w centrum sprzymierzonych. Ponad połowa piechoty szkockiej i parlamentu uciekła. Leven i lord Fairfax także uciekli z pola bitwy, w przekonaniu, że bitwa jest już przegrana. Manchester pozostał, lecz dowodził jedynie własnym regimentem piechoty w pobliżu tyłów Sprzymierzonych. Jednak szkocka brygada pod wodzą hrabiego Crawforda-Lindsaya i wicehrabiego Maitlanda stały niewzruszenie naprzeciw Lucasa, a za nimi szkocki generał (Sergeant Major General) James Lumsden, próbujący zreorganizować część centrum Sprzymierzonych.
W międzyczasie Rupert zebrał część ludzi Byrona (włączając w to jego własny regiment kawalerii) i poprowadził ich wraz z odwodem przeciwko Cromwellowi.
Doszło do zażartej walki wręcz, której rojaliści nie wytrzymali. Rozgromiona kawaleria Ruperta rzuciła się do ucieczki. Nawet sam Rupert ledwie uniknął niewoli.

### Zwycięstwo Cromwella
Zapadła noc. Pole bitwy było sceną przedstawiającą dziki chaos, a tysiące uciekinierów z obu stron rozproszyło się po okolicach. Wszystkie 5 armii straciły swoich naczelnych dowódców. Bitwa najprawdopodobniej byłaby nierozstrzygnięta, gdyby nie zdyscyplinowana kawaleria Cromwella, która zebrała się i stała się kluczem do zwycięstwa. Cromwell poprowadził ją tak, że obszedł wojska rojalistów wychodząc na ich tyły, by zaatakować skrzydło Goringa od najmniej spodziewanej strony. Goring próbował zebrać swoje utrudzone wojska, by stawić czoła nagłemu niebezpieczeństwu, został jednak rozbity.
Cromwell i Crawford zwrócili się teraz przeciwko resztkom centrum rojalistów, gromiąc ich oddziały jeden po drugim. Na koniec część piechoty Newcastle’a, tzw. „Biali” (Whitecoats), zebrały się dla stawienia ostatniego oporu, i przez moment wydawało się, że odeprą wszystkie ataki Cromwella. Odmówili poddania się i w końcu zostali wycięci niemal do nogi – tylko garstka przeżyła.
Rojaliści stracili 4 tys. zabitych (w tym wielu w ostatniej walce „Białych”), 1500 jeńców, włącznie z  Charlesem Lucasem i Henrym Tillierem. Straty Szkotów i parlamentarzystów były znacznie mniejsze – prawdopodobnie tylko 300 zabitych (i to głównie z armii Fairfaxa). Brat Thomasa Fairfaxa, Charles, został śmiertelnie ranny.

## Skutki bitwy
Dwa dni po bitwie Rupert zgromadził w Yorku 5 tys. kawalerii i kilkaset piechoty. Uważał, że konieczny jest powrót na południe, by połączyć się z królem, i ruszył z powrotem przez Penniny. W międzyczasie markiz Newcastle (który wydał całą swoją wielką fortunę na sprawę rojalistów) i jego oficerowie wyjechali na wygnanie za morze. Wraz z odejściem Ruperta i Newcastle’a rojaliści ostatecznie opuścili północną Anglię.
Sprzymierzeni przegrupowali się i wznowili oblężenie Yorku. Garnizon skapitulował na honorowych warunkach 16 lipca. Przez następne kilka miesięcy Szkoci i parlamentarzyści powoli usuwali pozostałe garnizony rojalistów w całej północnej Anglii.
Pierwszy raz w tej wojnie, książę Rupert został zdecydowanie pobity, i stracił swoją reputację niezwyciężonego.
Natomiast Oliver Cromwell zyskał sobie dzięki tej bitwie miano znakomitego dowódcy kawalerii. W następnych miesiącach zaczął narastać jego wpływ zarówno w Izbie Niższej parlamentu, jak i w polu – w armii parlamentu.